# Тронгса-дзонг
Тронгса-дзонг, або Тонгса-дзонг (дзонґ-ке ཀྲོང་གསར) — фортеця (дзонг) в центральній частині Бутану, навколо якої утворилося місто Тронгса.
Назва дзонга на мові дзонг-ке означає «нове поселення». Це найбільший дзонг Бутану, всередині якого розташовується адміністрація дзонгхага Тронгса і монастир. Дзонг іноді описують як дракона, що пролетів над вершинами гір. Перший храм був побудований в 1543 році ламою школи Друкпа Каг'ю Нгагі Вангчуком, прадідом засновника Бутану Шабдрунга.
Дзонг Тронгса був побудований в 1644 році як укріплення, що стало опорою династії Вангчук, яка прийшла до влади в 1907 році. Цей дзонг був столицею династії, але, оскільки основне культурно-політичне життя відбувалось на заході Бутану, столиця була перенесена в Пунакху, а потім в Тхімпху.
Дзонг розташований так, що тримає під контролем основний прохід по ущелині, яка з'єднує східний і західний Бутан. Закриття дзонга означає поділ країни на дві частини. Зверху над дзонгом розташована сторожова вежа Та Дзонг, з якої можна обстрілювати нападників. Землетрус пошкодив дзонг, і в фортечній стіні з'явилася велика тріщина, для зміцнення якої були запрошені європейські інженери.

Тронгса-дзонг
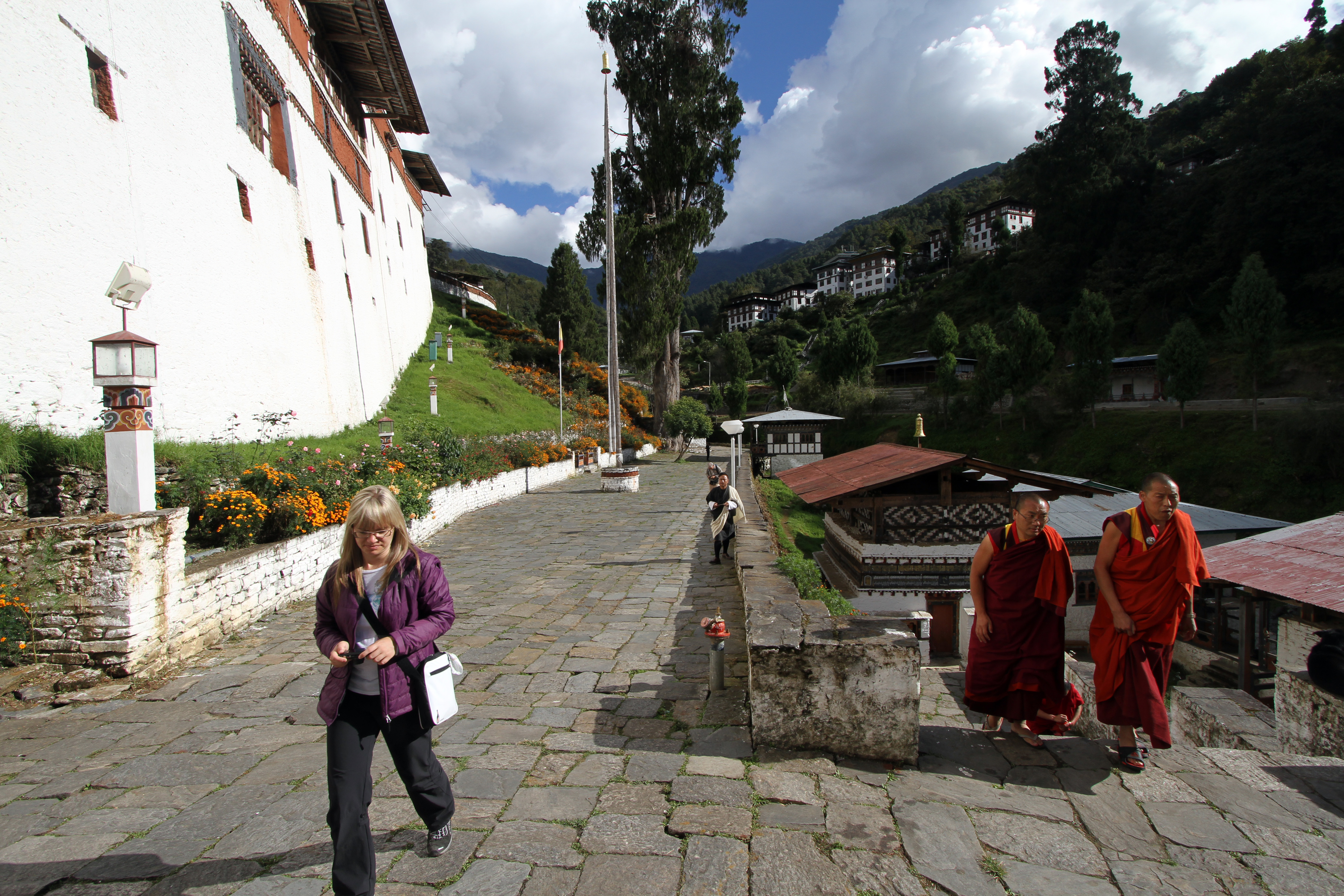
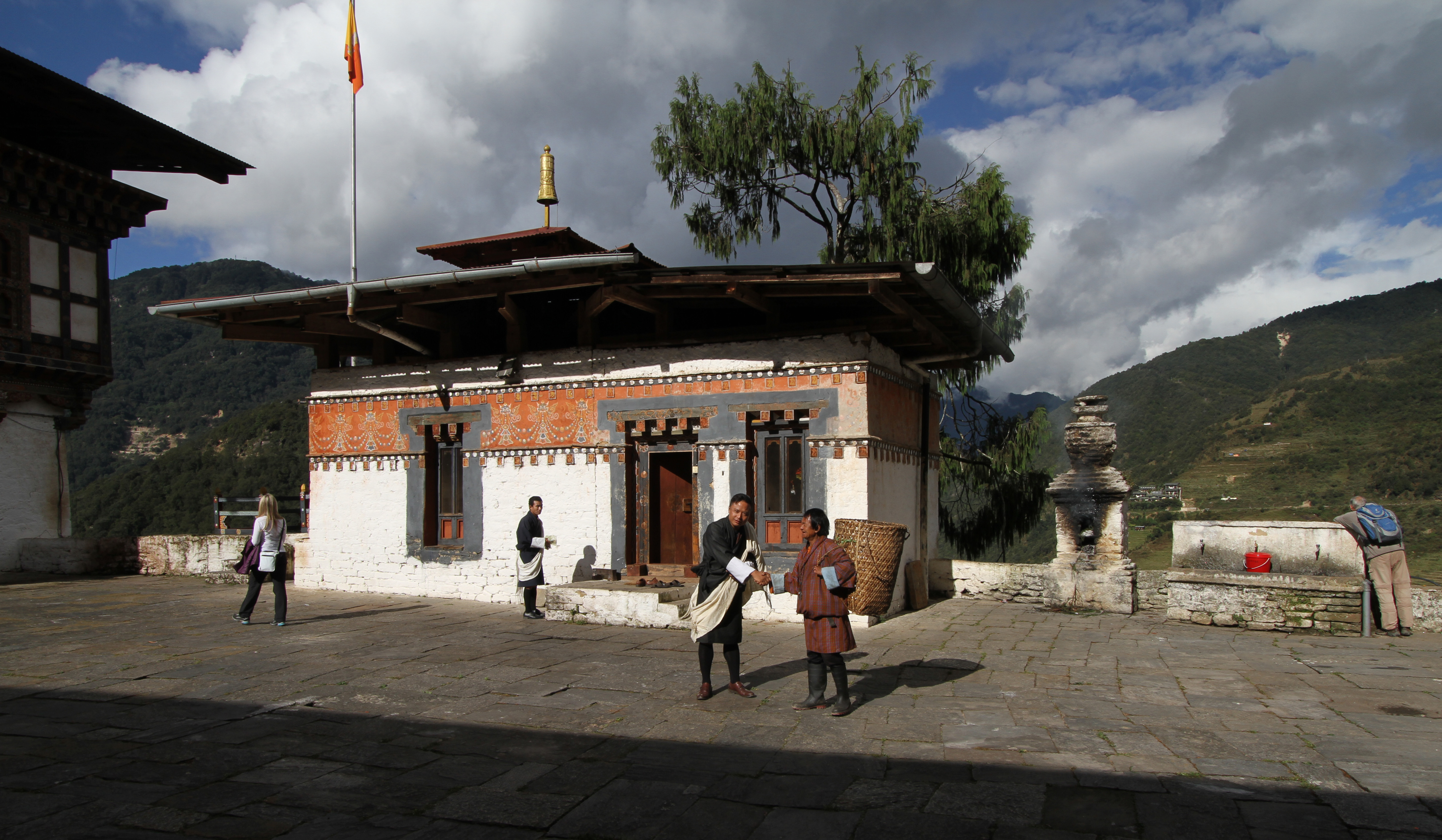
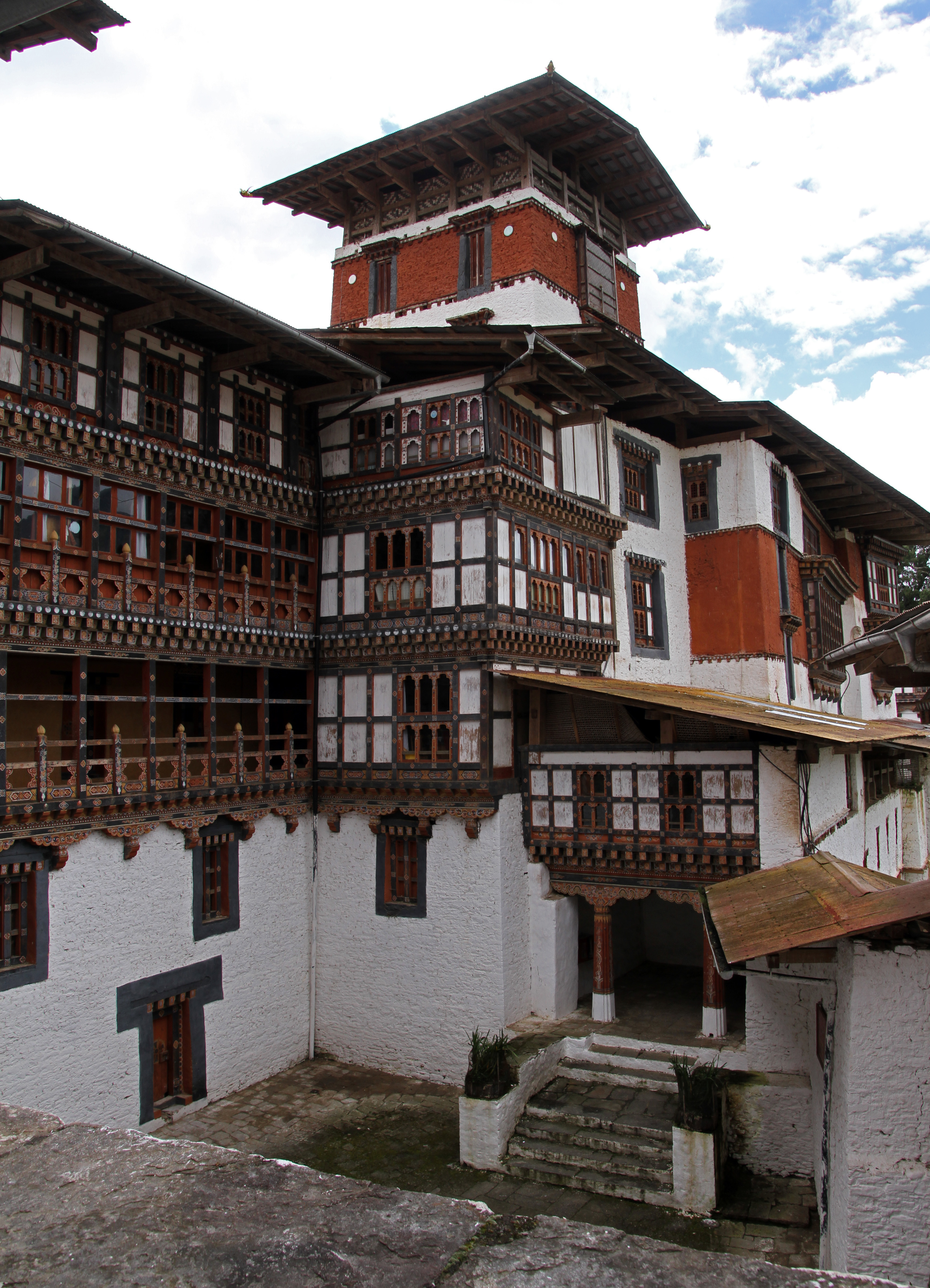
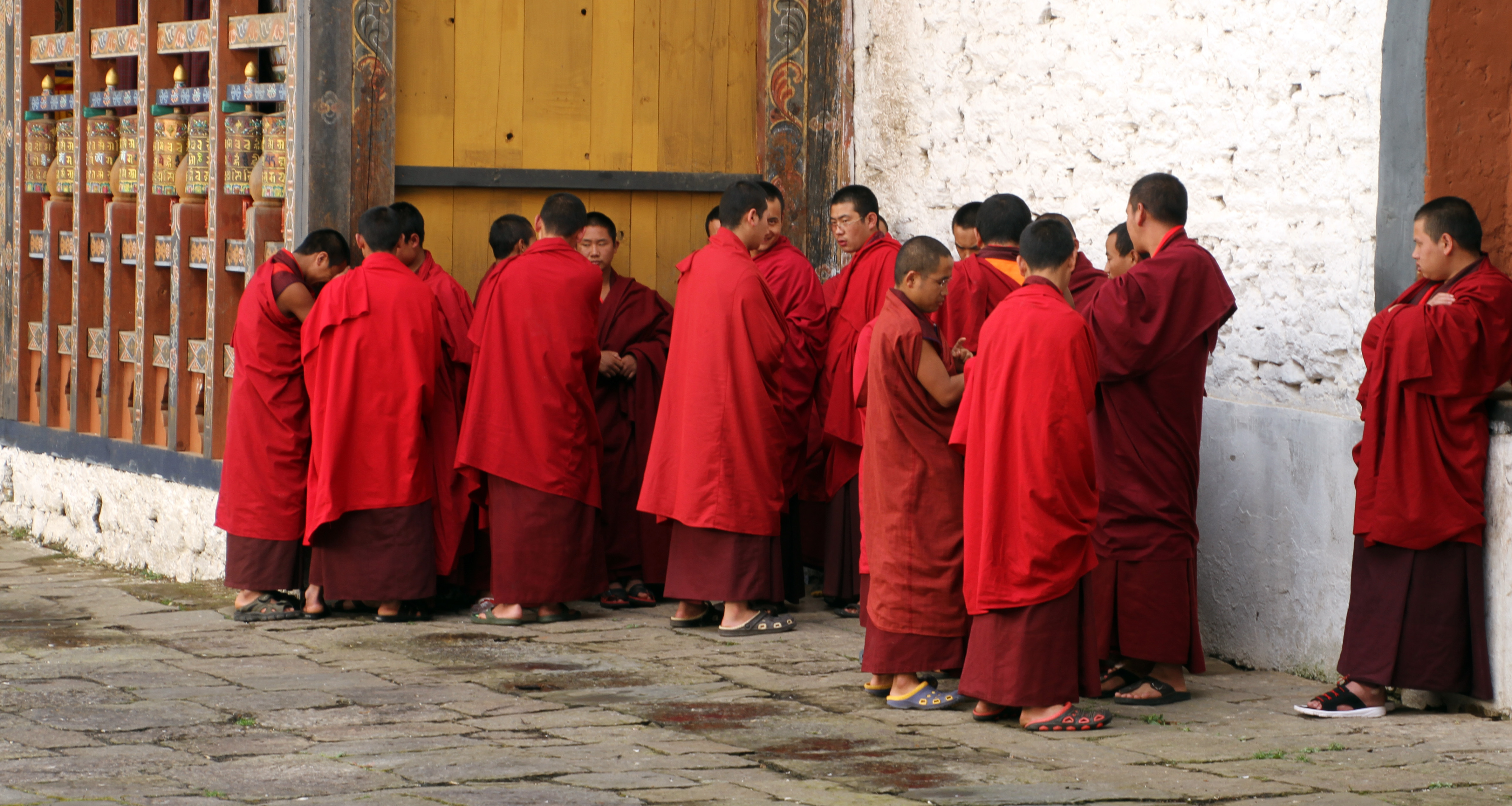
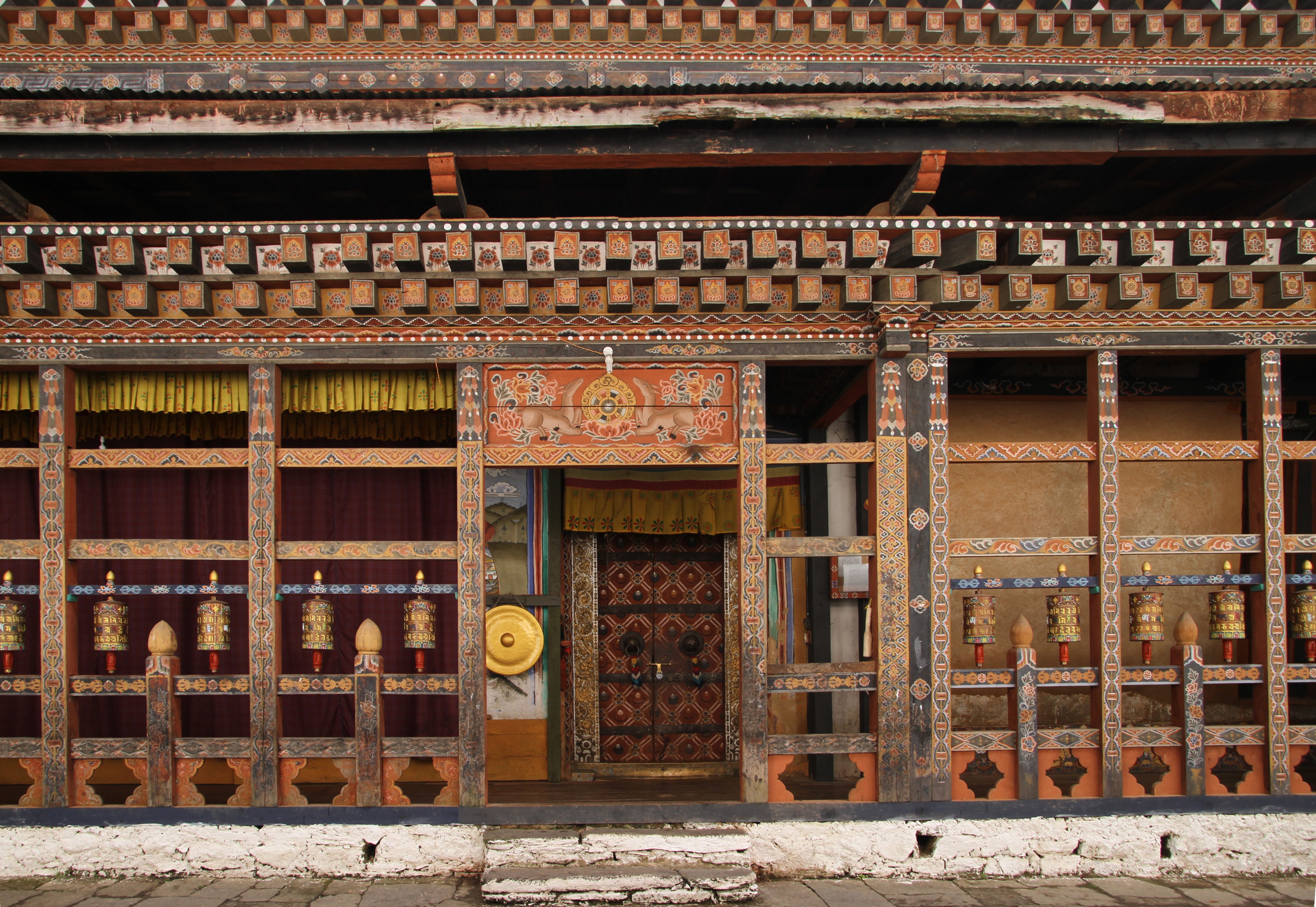
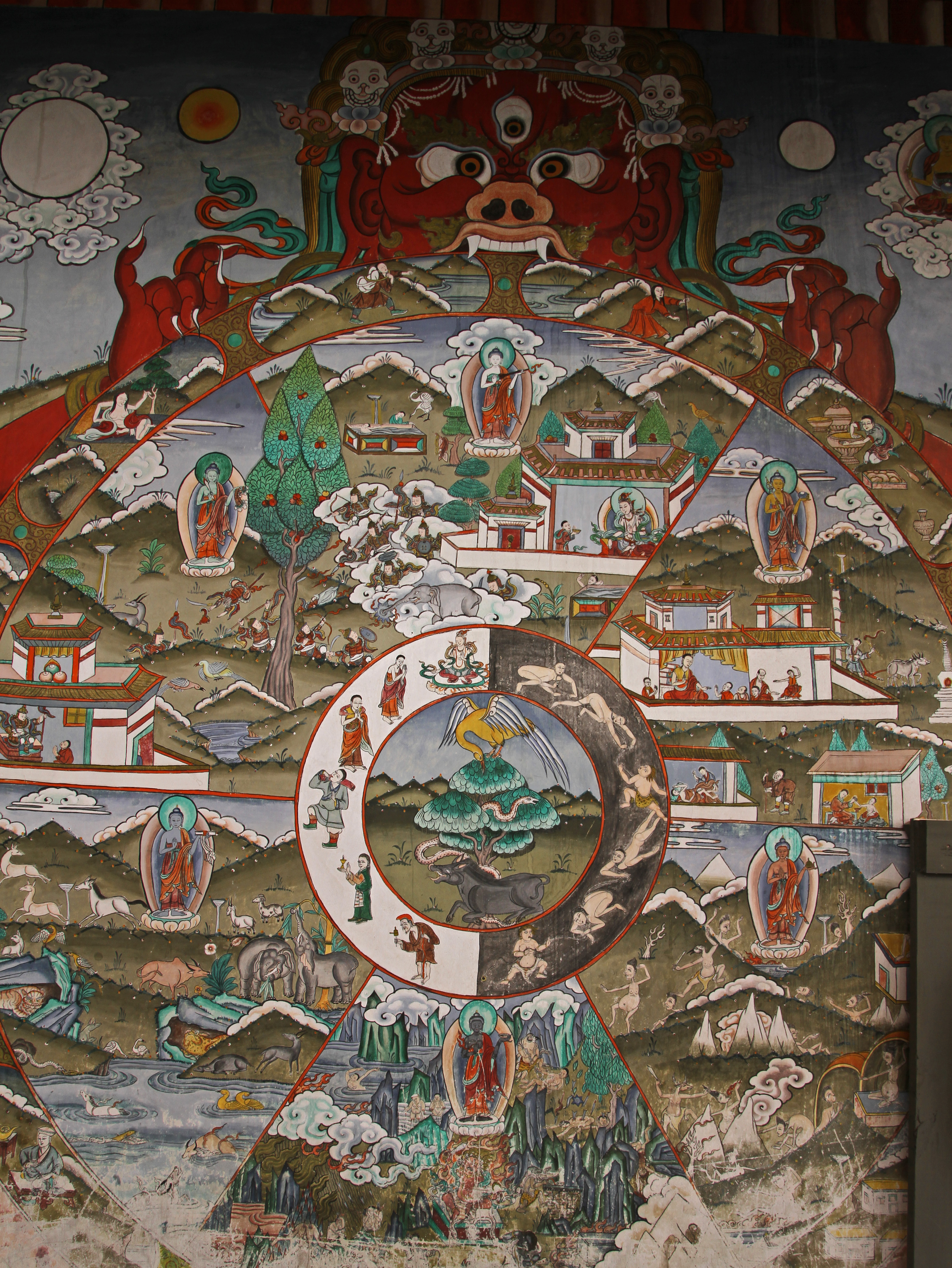